# 両國勇治郎
両國 勇治郎（りょうごく ゆうじろう、1892年3月18日 - 1960年8月10日）は、秋田県仙北郡外小友村（旧：秋田県仙北郡南外村、現：秋田県大仙市）出身の大相撲力士。本名は伊藤 勇治郎（いとう ゆうじろう）（旧姓：西村）。最高位は東関脇。

## 来歴
まだ肌寒い1892年3月18日に秋田県仙北郡で生まれた。出身地である秋田県に入間川清藏一行が巡業に訪れた際に見出されてそのまま入門、両国国技館が開館した1909年6月場所で初土俵を踏んだ。小兵だが色白で均整のとれた筋肉質な体格は人気があり、さらに足腰の強さから稽古場では大錦卯一郎が相手でも勝てないほどだったという。この恵まれた体質と土俵度胸を生かして順調に出世すると、新入幕の1914年5月場所ではいきなり9勝1休の好成績を挙げ、幕内最高優勝を果たした。この1休は対戦相手だった寒玉子爲治郎の休場（当時は不戦勝制度が無く、対戦相手が休場すれば自身も休場）だが、この休場は相手力士の負傷や疾病のためではなく、同場所で優勝を争っていた太刀山峯右エ門の対戦相手である出羽海部屋の力士が休場したために太刀山も休場となり、それとバランスを取るために止むを得ず寒玉子も休場としたもので、当時はこれを「土つかず」と言った。
なお、新入幕の優勝は2024年3月場所で尊富士弥輝也が優勝するまで、110年間並ばれることはなかった。
1915年1月場所から下の名を由緒ある「梶之助」と改める。名に恥じぬ活躍をと気合を入れて臨んだこの場所は7勝2敗1分の好成績を挙げ、同年6月場所には自己最高位である東関脇に昇進する。この場所は負け越したために一場所で平幕へ降格したが、1921年頃までが全盛期で幕内上位から三役で活躍し、その間に優勝旗手を2回務めた。
1920年8月2日から3日間、盛岡市の八幡宮境内で行われた東京大相撲出羽海組合の大錦、栃木山一行の巡業は3戦全勝の幕内力士同士（大錦、栃木山は対象外）が決定戦を行い、優勝者には巖手日報社から優勝旗が贈呈される真剣勝負として開催され、初日では3000席が前売りでほぼ完売する盛況ぶりであった。決定戦は摩耶颪、釋迦ヶ嶽、自身の3人で行われ、摩耶颪に勝った釋迦ヶ嶽を吊り出しで破って優勝。なおこの巡業は盛岡特有の四角い土俵（いわゆる”角芝”）で行われた。
1924年1月場所を最後に現役を引退し、年寄・武隈を襲名した。
引退後は後に横綱へ昇進する武藏山武をスカウトしたが、師匠の出羽海と確執が生じたために1936年に独立して武隈部屋を設立し、同時に立浪一門へ移籍した。そのために所属力士は出羽海部屋の力士と対戦するという、系統別総当たり制の時代には珍しい状況になった。1954年3月場所限り部屋を閉鎖し、立浪部屋の平年寄として協会に在籍していた。1961年の年寄定年制の対象であったが、1960年8月10日に死去、68歳没。

## 人物
小兵で色白、さらに怪力で足腰が強く、均整の取れた筋肉質の体格で人気があった。土俵度胸を生かして大技を繰り出す豪快かつ派手な相撲を見せ、その取り口は天才肌とも称された。酒席では芸者達に大技を予告し、度々予告通り大技を決めた。しかし、大技に拘り過ぎで思わぬ敗戦を喫することもあったという。田村俊子も両國にほれ込んでおり、「両國という角力恋して春残し」「両國を 思えばうつら うつらかな」という句を詠んでいる。
最大の後援者は、秋田県仙北郡飯詰村の村長江畑新之助であった。

## 主な成績
- 通算成績：105勝74敗3分3預34休 勝率.587（便宜上幕内と十両の合計を示す。他に幕下15枚目以内の3勝1敗1預がある）
- 幕内通算成績：92勝72敗2分1預34休 勝率.561
- 現役在位：31場所
- 幕内在位：20場所
- 三役在位：5場所（関脇3場所、小結2場所）
- 各段優勝
  - 幕内最高優勝：1回（1914年5月場所）
  - 十両優勝：1回（1914年1月場所）
- 優勝旗手：2回

### 場所別成績
| 1909年 （明治42年） | x                        | （前相撲）              |
| 1910年 （明治43年） | 東序ノ口11枚目 –         | 西序二段2枚目 –         |
| 1911年 （明治44年） | 東三段目33枚目 –         | 東幕下66枚目 –          |
| 1912年 （明治45年） | 東幕下28枚目 –           | 東幕下4枚目 3–1 1預     |
| 1913年 （大正2年） | 東十両11枚目 2–2 1預     | 東十両12枚目 4–0 1預    |
| 1914年 （大正3年） | 東十両2枚目 優勝 7–0 1分 | 東前頭14枚目 9–0–1 旗手 |
| 1915年 （大正4年） | 東前頭3枚目 7–2 1分      | 東関脇 4–5–1            |
| 1916年 （大正5年） | 東前頭2枚目 8–2          | 東前頭筆頭 5–4 1預      |
| 1917年 （大正6年） | 西小結 6–4               | 西関脇 5–4 1分          |
| 1918年 （大正7年） | 東張出関脇 3–7           | 東前頭3枚目 0–0–10      |
| 1919年 （大正8年） | 東前頭8枚目 7–2–1        | 東前頭4枚目 2–3–5       |
| 1920年 （大正9年） | 東前頭8枚目 7–3          | 西前頭3枚目 7–3         |
| 1921年 （大正10年） | 西前頭筆頭 8–2 旗手      | 東小結 3–6–1            |
| 1922年 （大正11年） | 東前頭3枚目 1–9          | 西前頭6枚目 3–7         |
| 1923年 （大正12年） | 東前頭10枚目 6–4         | 西前頭2枚目 1–5–5       |
| 1924年 （大正13年） | 西前頭8枚目 引退 0–0–10  | x                       |
| 各欄の数字は、「勝ち-負け-休場」を示す。 優勝 引退 休場 十両 幕下 三賞：敢=敢闘賞、殊=殊勲賞、技=技能賞 その他：★=金星 番付階級：幕内 - 十両 - 幕下 - 三段目 - 序二段 - 序ノ口 幕内序列：横綱 - 大関 - 関脇 - 小結 - 前頭（「#数字」は各位内の序列） |                          |                         |

- 幕下以下の地位は小島貞二コレクションの番付実物画像による。

## 改名歴
- 枩ヶ嵜 勇二郎 - 1910年1月場所 - 1912年5月場所初日
- 両國　梶之助 - 1912年5月場所2日目 - 1913年5月場所
- 両國　勇治郎 - 1914年1月場所 - 1914年5月場所
- 両國　梶之助 - 1915年1月場所 - 1924年1月場所